# Derby (casa discografica)
La Derby è stata una casa discografica italiana attiva dal 1962 al 1982

## Storia
La Derby nasce inizialmente come divisione internazionale della CGD ma presto si rivolgerà anche ad artisti italiani.
Negli anni 60 tra i successi ottenuti dall'etichetta possiamo ricordare La notte è piccola delle Gemelle Kessler, del 1965, e la versione di Non ti scordar di me incisa nel 1968 da Sergio Leonardi.
Negli anni 70 avrà ulteriori grandi successi, tra cui He dei francesi Today's People uscito nel 1973, Più ci penso di Gianni Bella, uscito nel 1974 e partecipante al concorso radiofonico Un disco per l'estate di quell'anno, Non si può morire dentro, dello stesso autore, Laura di Ciro Sebastianelli e l'umoristica Sexy Fonni di Benito Urgu.
Da segnalare una ristampa del 1975 della celeberrima Mah-nà mah-nà di Piero Umiliani: pur essendo il brano contenuto nella colonna sonora del film Svezia, inferno e paradiso del 1968) cantato da Alessandro Alessandroni e Giulia De Mutiis e suonato dai Marc 4, la registrazione era pubblicata su licenza dell'americana Musicor.
La distribuzione dell'etichetta fu curata dalla CBS fino al 1976 e in seguito dalla CGD, dopo la separazione delle due etichette.
Dal 1978 fino alla chiusura venne usata quasi solo per la pubblicazione di lavori di singoli interpreti e raccolte  principalmente di disco music, prima, e disco dance, poi.

## Dischi
La datazione qui riportata si basa sull'etichetta del disco o sulla copertina; qualora nessuno di questi elementi abbia una datazione, è basata sulla numerazione del catalogo; talora è, infine, basata sul codice della matrice di stampa. Se esistenti, sono riportati, oltre all'anno, il mese e il giorno (quest'ultimo dato si trova, a volte, stampato sul vinile).
L'etichetta aveva un diverso sistema di numerazione per i dischi incisi in Italia e per quelli distribuiti in Italia: nel primo caso la numerazione iniziava per 6, nel secondo per 8, in entrambi i casi preceduti dalla sigla DBR. Solo a partire dal 1976 il sistema fu uniformato.

### 33 giri
| Numero di catalogo | Anno | Interprete                                     | Titoli                                      |
| ------------------ | ---- | ---------------------------------------------- | ------------------------------------------- |
| DBL 8002           | 1962 | Henry Wright                                   | Something old something new                 |
| DBL 8003           | 1963 | Esecutori vari                                 | Party in casa                               |
| DBL 8004           | 1963 | Teo Usuelli                                    | Mondo nudo                                  |
| DBL 8006           | 1964 | Vittorio Paltrinieri                           | Le 24 canzoni di Sanremo                    |
| DBL 8007           | 1964 | Esecutori vari                                 | I cantanti stranieri al Festival di Sanremo |
| DBL 8010           | 1965 | Esecutori vari                                 | Un juke box per l`estate N° 2               |
| DBL 8011           | 1965 | Esecutori vari                                 | Canzoni alla finestra                       |
| DBL 8014           | 1965 | Esecutori vari                                 | Sanremo '65                                 |
| DBL 8017           | 1966 | Esecutori vari                                 | Le 26 canzoni di Sanremo 1966               |
| DBL 8018           | 1966 | Esecutori vari                                 | Sanremo '66                                 |
| DBL 8019           | 1966 | Caterina Caselli e The We Five                 | Caterina meets the We Five                  |
| DBR 53335          | 1973 | Renato Angiolini                               | Evviva il liscio                            |
| DBR 65801          | 1973 | Triade                                         | 1998: la storia di Sabazio                  |
| DBR 65956          | 1973 | Cochi e Renato                                 | Il poeta e il contadino                     |
| DBR 65958          | 1973 | Vinícius de Moraes, Toquinho e Marília Medalha | Como dizia o poeta...musica nova            |
| DBR 80167          | 1973 | Richard Hayman                                 | Grandi temi da grandi film                  |
| DBR 80187          | 1973 | AA. VV.                                        | Samba, samba, samba!                        |
| DBR 80202          | 1973 | Louis Prima                                    | The best of Louis Prima                     |
| DBR 80330          | 1973 | Today's people                                 | He                                          |
| DBR 69066          | 1974 | Concetta Barra                                 | Nascette miezz'o mare...                    |
| DBR 69095          | 1974 | Cochi e Renato                                 | E la vita, la vita                          |
| DBR 69099          | 1974 | Gianni Bella                                   | Guarda che ti amo                           |
| DBR 81254          | 1976 | Gianni Bella                                   | Sogni di un robot                           |
| DBR 81767          | 1976 | Cochi e Renato                                 | Ritornare alle 17                           |
| DBR 82150          | 1977 | Gianni Bella                                   | Io canto e tu                               |
| DBR 82192          | 1977 | Cochi e Renato                                 | Libe-libe-là                                |
| DBR 20024          | 1977 | Ciro Sebastianelli                             | Il buio e...                                |
| DBR 20033          | 1977 | Le Pamplemousse                                | Le spank                                    |
| DBR 20121          | 1979 | Le Pamplemousse                                | Sweet magic                                 |
| DBR 20159          | 1979 | AA. VV.                                        | Direct from Studio 54                       |
| DBR 20193          | 1980 | Rinder & Lewis                                 | Warriors                                    |
| DBR 20195          | 1980 | Le Pamplemousse                                | Le Pamplemousse                             |
| DBR 20196          | 1980 | Daddy Dewdrop                                  | Meet the beat                               |

### 45 giri
| Numero di catalogo | Anno             | Interprete                                                                | Titoli                                                             |
| ------------------ | ---------------- | ------------------------------------------------------------------------- | ------------------------------------------------------------------ |
| DB 5000            | 1962             | The Victor Feldman Quartet                                                | A Taste Of Honey/Valerie                                           |
| DB 5001            | 3 settembre 1962 | Gil Fields and the Fraternity Brothers                                    | Topolino/Te, solo te                                               |
| DB 5008            | 1962             | Laya Raki                                                                 | Faire l'amour/Don't kiss me now                                    |
| DB 5022            | 1962             | Norma Bengell                                                             | Tristeza/Manha em Copacabana                                       |
| DB 5027            | 1963             | Jeff Brooks                                                               | Poema (Soon)/Fat Louie                                             |
| DB 5029            | 1962             | Rocco Granata                                                             | Pupetta/Tango d'amore                                              |
| DB 5039            | 1962             | Vittorio Paltrinieri                                                      | Fra le nuvole/Candida                                              |
| DB 5049            | 1963             | Tina e Marina                                                             | Wini-Wini/En tamourè                                               |
| DB 5050            | 1963             | Henry Wright                                                              | Luna italiana/Amapola                                              |
| DB 5051            | 1963             | Line Renaud                                                               | Il twist delle marionette/Holly Gally                              |
| DB 5052            | 1963             | Henry Wright                                                              | Tu che m'hai preso il cuor/Cos'hai trovato in lui                  |
| DB 5053            | 1963             | Henry Wright                                                              | Abat-jour/Fever twist                                              |
| DB 5058            | 1963             | Henry Wright                                                              | Telefonata a Gesù bambino/Buon Natale a te                         |
| DB 5068            | 1963             | Gil Fields and the Fraternity Brothers                                    | Angelo credimi/Gioconda                                            |
| DB 5069            | 1963             | Dan Folger                                                                | Girl In The Night/Sweet Paradise                                   |
| DB 5070            | 1963             | Henry Wright                                                              | Il cielo nelle vene/Desiderio                                      |
| DB 5072            | 1963             | Artie Sullivan                                                            | It's Time/Suzanne                                                  |
| DB 5074            | 1964             | Gil Fields and the Fraternity Brothers                                    | Sabato sera/La prima che incontro                                  |
| DB 5080            | 1964             | Henry Wright                                                              | Dammi la tua mano/Fra le mie braccia                               |
| DB 5084            | 1964             | Ronnie Dio                                                                | Che tristezza senza te (Mr.Misery)/Our Year                        |
| DB 5085            | 1964             | Henry Wright                                                              | Il mio chalet/Statte vicino a mme                                  |
| DB 5089            | 1964             | Sarita Montiel                                                            | La violetera/Mimosa                                                |
| DB 5090            | 1964             | Rocco Granata                                                             | Zingaro nero/Molto grazie                                          |
| DB 5092            | 1964             | Henry Wright                                                              | Che strano/Non t'ha detto nessuno                                  |
| DB 5103            | 1964             | Orchestra Gianfranco Intra                                                | E quando viene la notte/Vorrei capire perché                       |
| DB 5107            | 1965             | Yukari Itō                                                                | L'amore è partito/L'amore ha i tuoi occhi                          |
| DB 5111            | 1965             | Yukari Itō                                                                | Poco dopo/Quando ci sei tu/Quando cade un fiore                    |
| DB 5112            | 1965             | Hootenanny Singers                                                        | Gabriella/Fermati in me                                            |
| DB 5113            | 1965             | Annie Girardot                                                            | Amore amaro/Pensavo ad un'estate                                   |
| DB 5116            | 1965             | Gemelle Kessler                                                           | La notte è piccola/Lasciati baciare col letkiss                    |
| DB 5120            | 1965             | Henry Wright                                                              | Questo mai/Da capo con me                                          |
| DB 5122            | 1965             | Gemelle Kessler                                                           | L'estate è corta/E' fiorito il limone                              |
| DB 5123            | 1965             | Marisa Del Frate                                                          | Anche se/Poca luce, molto buio/La danza di Zorba                   |
| DB 5127            | 1965             | Maria Rosa                                                                | Ridi ridi/Buon viaggio amore                                       |
| DB 5135            | 1965             | Sergio Leonardi                                                           | Capri mon Capri/Sembrava tanto facile                              |
| DB 5141            | 1965             | Marianne Faithfull                                                        | Quando ballai con lui/Un piccolo cuore                             |
| DB 5148            | 1966             | Maria Rosa                                                                | E' peggio per te/Uno in più                                        |
| DB 5157            | 1966             | Annie Girardot                                                            | Che male c'è/ Vai dove vuoi                                        |
| DB 5159            | 1966             | Sergio Leonardi                                                           | Non conta niente/L'indiano                                         |
| DB 5163            | 1966             | The We Five                                                               | Somewhere Beyond The Sea/Love Me Not Tomorrow                      |
| DB 5167            | 1967             | Maria Rosa                                                                | Stop, lì dove stai/So che tu non cedi                              |
| DB 5175            | 1967             | Vicky                                                                     | L'amore è blu/Un tappeto volante                                   |
| DB 5178            | 1967             | Herb Alpert & The Tijuana Brass                                           | Casino Royale/The Wall Street Rag                                  |
| DB 5179            | 1967             | Sergio Leonardi                                                           | I playboys/Giorgy svegliati                                        |
| DB 5190            | 1968             | Sergio Leonardi                                                           | Non ti scordar di me/Il sole                                       |
| DB 5192            | 1968             | Sergio Leonardi                                                           | Bambina/Prigioniero                                                |
| DB 5193            | 1968             | Ciato and Ciato's (sul lato A) e Orchestra Angel Pocho Gatti (sul lato B) | I cannibali/Una chitarra dimenticata                               |
| DBR 1536           | 1973             | Today's people                                                            | He/I didn't know                                                   |
| DBR 1596           | 1973             | Sergio Leonardi                                                           | Elisabetta, si fa sera/Se tu vuoi                                  |
| DBR 1788           | 1973             | Crazy Horse                                                               | E se tu (lontana sei)/Et surtout ne m'oublie pas                   |
| DBR 1817           | 1973             | Maila                                                                     | Un aquilone/Amore mio                                              |
| DBR 1907           | 1973             | Cochi e Renato                                                            | La canzone intelligente/Siamo ancora in tempo                      |
| DBR 2138           | 1974             | Gli Antenati                                                              | Il mondo di Lucia/Dialogo                                          |
| DBR 2339           | 1974             | Gianni Bella                                                              | Più ci penso/L'arancia non è blu                                   |
| DBR 2383           | 1974             | Today's people                                                            | I belong/Save us                                                   |
| DBR 2406           | 1974             | Sergio Leonardi                                                           | Questo è lei/Lascia perdere il violino                             |
| DBR 2689           | 1974             | Cochi e Renato                                                            | E la vita, la vita/E gira il mondo                                 |
| DBR 2733           | 1974             | Sandra Mondaini                                                           | Tiritiritera/Piggy il porcellino pulito                            |
| DBR 2832           | 1974             | Gianni Bella                                                              | Guarda che ti amo/Siamo marinai                                    |
| DBR 2956           | 1975             | Piero Umiliani                                                            | Mah-na-mah-na/You tried to warm me                                 |
| DBR 2957           | 1975             | Foxx                                                                      | Bang Bang/Beautiful Morning                                        |
| DBR 3246           | 1975             | Gianni Bella                                                              | Oh mama/Eppure più bella                                           |
| DBR 3314           | 1975             | Concetta Barra                                                            | Canzone 'e carcere/Canto del Filangieri                            |
| DBR 3709           | 1975             | Cochi e Renato                                                            | La ventosa/La fortuna ha le mutande rosa                           |
| DBR 3883           | 1975             | Sandra Mondaini                                                           | Piru pirulì/Non mi dar le martellate                               |
| DBR 4021           | 1976             | Max Vinella                                                               | Il sogno di Vinella/Scarafaggio blu                                |
| DBR 4022           | 1976             | Ciro Sebastianelli                                                        | Vattene/Ti vestivi di stelle                                       |
| DBR 4161           | 1976             | Gianni Bella                                                              | Non si può morire dentro/T'amo                                     |
| DBR 4394           | 1976             | Tony Pacino                                                               | Come prima/The same old story                                      |
| DBR 4725           | 1976             | Vincenzo Spampinato                                                       | E gli altri sanno/...e piove                                       |
| DBR 4806           | 1976             | Cochi e Renato                                                            | Sturmtruppen/L'inquilino                                           |
| DBR 4916           | 1977             | Ciro Sebastianelli                                                        | Laura/Lasciati andare                                              |
| DBR 5089           | 1977             | Cochi e Renato                                                            | Il reduce parte 1/il reduce parte 2                                |
| DBR 5255           | 1977             | Gianni Bella                                                              | Io canto e tu/Me ne andrò                                          |
| DBR 5378           | 1977             | Benito Urgu                                                               | Sexy Fonni/Il gallo è morto                                        |
| DBR 5479           | 1977             | Cochi e Renato                                                            | Libe libe là/A Lourdes                                             |
| DBR 10006          | 1977             | Claudia Cardinale                                                         | Love affair/Do it Claudia                                          |
| DBR 10072          | 1978             | Paul Maddux                                                               | Somewher/You Touched My Heart                                      |
| DBR 10078          | 1978             | Udo Jürgens                                                               | Buenas Dias Argentina/Wayward Girl                                 |
| DBR 10081          | 1978             | Francis Goya                                                              | Argentina/Veronica mon amour                                       |
| DBR 10125          | 1978             | Salvo                                                                     | Sogno romantico/Stop!Stop!                                         |
| DBR 10127          | 1978             | Nancy Nova                                                                | Akiri non stop/Goodbye                                             |
| DBR 10129          | 1978             | Teddy Randazzo                                                            | Lovin' You Won't Hurt As Much Tomorrow/Born To Be In Love With You |